# Райт, Фред
Альфред («Фред») Броквелл Райт (англ. Alfred Brockwell Wright род. 13 июня 1999, Лондон) — британский профессиональный  трековый и шоссейный велогонщик, выступающий с 2020 года за команду мирового тура «Bahrain Victorious».

## Достижения

### Трек
2016
1-й  Чемпион Европы — Командная гонка преследования (юниоры)
3-й  Чемпионат Великобритании — Мэдисон
2017
1-й  Чемпион Европы — Омниум (юниоры)
2-й  Чемпионат Европы — Командная гонка преследования (юниоры)
2018
1-й  Чемпион Европы — Командная гонка преследования U23
1-й  Чемпион Великобритании — Командная гонка преследования
1-й  Чемпион Великобритании — Мэдисон
3-й  Чемпионат Великобритании — Гонка по очкам
2019
1-й  Чемпион Европы — Мэдисон U23
1-й  Чемпион Великобритании — Мэдисон
2-й  Чемпионат Великобритании — Командная гонка преследования
2-й  Чемпионат Великобритании — Омниум

### Шоссе
2015
3-й  Летний Европейский юношеский Олимпийский фестиваль — Индивидуальная гонка
2016
5-й Трофей Карсберга (юниоры) — Генеральная классификация
1-й   — Молодёжная классификация
2018
2-й  Чемпионат Великобритании — Групповая гонка U23
2-й Ronde de l'Oise — Генеральная классификация
1-й   — Молодёжная классификация
1-й — Этап 3
5-й Чемпионат Великобритании — Групповая гонка
7-й Тур Париж - Аррас — Генеральная классификация
2019
1-й — Этап 4 Тур де л’Авенир
1-й — Этап 7 Джиро д’Италия U23
3-й Тур Париж - Аррас — Генеральная классификация
5-й Чемпионат Великобритании — Индивидуальная гонка U23